# Rise of Industry
Rise of Industry — відеогра, бізнес-симулятор, розроблений іспанською інді-компанією Dapper Penguin Studios та виданий Kasedo Games. У грі гравці створюють та керують своєю промисловою імперією, досягаючи її росту та розширення.
Гра була випущена в ранньому доступі 9 лютого 2018 року насамперед через Steam та GOG.com.

## Ігровий процес
У грі Rise of Industry гравці починають грати з певною грошовою сумою на деякій мапі, на мапі потрібно будувати будівлі для виробництва продукції яку потім потрібно продати. На мапі є декілька міст які будуть купувати вашу продукцію. Ваша мета як гравця створити промислову імперію, постачаючи цим містам необхідну продукцію.
Зараз є два основні режими гри, кар'єра та пісочниця. У режимі кар'єри гравець повинен обрати спеціалізацію, з якої розпочати свою імперію. Існує чотири спеціальності на вибір: збирання, землеробство, промисловість та логістика. Поки всі залишаються відкритими для гравця для використання, обрана спеціалізація надасть більше точок досліджень та розробок, які використовуються для оновлення в технологічному дереві. У режимі пісочниці доступні всі розблокування, і гравець може будувати споруди без досліджень та фінансових обмежень.
Гра проводиться на карті, розбитій на регіони, кожен з яких вимагає від гравця придбати дозвіл, щоб будувати щось в межах цього регіону. Є два типи дозволів; повний дозвіл на будівництво, який дозволяє будувати що-небудь в межах цього регіону, і логістичний дозвіл, який дозволить розміщувати елементи мережі, такі як залізничні колії та дороги, але не будівлі. Потім гравець може почати розміщувати будівлі, такі як фабрики, ферми, збирачі тощо, а потім продавати продукцію містам і селам, які потребують їх. Ціна, сплачена за вашу продукцію, встановлюється глобальною системою попиту та пропозиції. Чим більше доступного товару, тим менше грошей ви отримаєте, проте міста будуть платити премію за товари, яких не так багато. Міста не просто покладаються на гравця, щоб отримати продукцію, хоча. Вони будуть шукати або самі виробляти потрібний товар, або шукати торговельний зв'язок із сусідніми містами.
Торгові шляхи відіграють велику роль у грі як функцію переміщення вашої продукції від точки А до точки Б. Гравець може створити торговий шлях для різних видів транспорту, включаючи вантажівки, катери, поїзди та цепеліни, при цьому кожен вид транспорту має перевагу над іншим залежно від відстані та місткості, необхідної для кожного маршруту.

## Критика

### Steam
У Steam гра оцінюється на 9 з 10. Усього більше 2.000 відгуків. Більшість з них позитивні.

### PC Gamer
PC Gamer оцінює гру на 72 зі 100.

### Hooked Gamers
На Hooked Gamers гру оцінили на 7 з 10.

### The Digital Fix
На сайті The Digital Fix гру було оцінено на 8 з 10.

### The Indie Game Website
The Indie Game Website оцінює гру на 7 з 10.

### Wccftech
На Wccftech гру оцінили на 6 з 10.

### Games.cz
На сайті Games.cz гру було оцінено на 6 з 10.

### PC Invasion
На PC Invasion гру оцінили на 6 з 10.

### PCGamesN
На сайті PCGamesN гру було оцінено на 7 з 10.

### Screen Rant
Screen Rant оцінює гру на 2.5 з 5.